# Diclidophlebia menoni
Diclidophlebia menoni är en insektsart som först beskrevs av Mathur 1975.  Diclidophlebia menoni ingår i släktet Diclidophlebia och familjen rundbladloppor. Inga underarter finns listade i Catalogue of Life.